# Борци (Котор Варош)
Борци су насељено мјесто у мјесној заједници Масловаре, Општина Котор Варош, Република Српска.

## Географија
Борци су село расутог типа које је састављено од засеока Борићи, Бунићи, Смиљићи, Чолићи, Малијевићи, Ђубе, Товиловићи, Микановићи, Кршићи, Бабићи, Кључевићи, Гојковићи, Јовичићи, Борићи, Васиљевићи, Јурићи, Ђукићи. Засеоци углавном носе имена породица које у њима живе, а поред наведених породица, у селу живе и поједна породица Савановића, Даниловића и Новица.
Гробље које се налази у селу је старо преко 200 година. У селу се налази четвороразредна основна школа и црква посвећена Светом Николи која је освећена 1928. године.

## Становништво
Село је насељено српским становништвом. Шездесетих и седамдесетих година двадесетог вијека је дошло до миграције становништва у Рипиште код Котор Вароша, затим Прњавор, Бањалука, Борово, Нова Топола, и пар породица у Брестовчину код Градишке. Село Борци је данас највећим дијелом напуштено.